# 米里亞姆·德芬索·桑蒂雅各
米里亞姆·帕爾瑪·德芬索·桑蒂雅各 GCS QSC  （Miriam Palma Defensor Santiago，1945年6月15日—2016年9月29日）是菲律賓的學者、律師、法官、作家以及議員，在菲律賓的行政、立法、司法部門都服務過。桑蒂雅各在1997年曾被《澳洲人報》選為世界前一百名最有權力的女性。桑蒂雅各長期擔任菲律賓參議院議員，獲選為国际刑事法院法官，是唯一一位獲得菲律賓最高國家榮譽Quezon Service Cross的女性。
桑蒂雅各曾經在1992年、1998年、2016年三次競選總統，但均未當選。她的母校包括菲律賓大學、密西根大學、牛津大學、Maryhill神學院、加州大學、哈佛大學及劍橋大學。